# Municipio de Lincoln (condado de Stone)
El municipio de Lincoln (en inglés: Lincoln Township) es un municipio ubicado en el condado de Stone en el estado estadounidense de Misuri. En el año 2010 tenía una población de 781 habitantes y una densidad poblacional de 10,45 personas por km².

## Geografía
El municipio de Lincoln se encuentra ubicado en las coordenadas 36°50′59″N 93°31′53″O / 36.84972, -93.53139. Según la Oficina del Censo de los Estados Unidos, el municipio tiene una superficie total de 74.72 km², de la cual 74,56 km² corresponden a tierra firme y (0,22 %) 0,17 km² es agua.

## Demografía
Según el censo de 2010, había 781 personas residiendo en el municipio de Lincoln. La densidad de población era de 10,45 hab./km². De los 781 habitantes, el municipio de Lincoln estaba compuesto por el 95,52 % blancos, el 0,13 % eran afroamericanos, el 0,9 % eran amerindios, el 0,51 % eran asiáticos, el 0,13 % eran de otras razas y el 2,82 % eran de una mezcla de razas. Del total de la población el 1,54 % eran hispanos o latinos de cualquier raza.